# Cerapachys
Cerapachys är ett släkte av myror. Cerapachys ingår i familjen myror.

## Bildgalleri

## Dottertaxa tillCerapachys, i alfabetisk ordning[1]
- Cerapachys aberrans
- Cerapachys adamus
- Cerapachys afer
- Cerapachys aitkenii
- Cerapachys angustatus
- Cerapachys annosus
- Cerapachys antennatus
- Cerapachys aranus
- Cerapachys arnoldi
- Cerapachys augustae
- Cerapachys bakeri
- Cerapachys besucheti
- Cerapachys bicolor
- Cerapachys binodis
- Cerapachys biroi
- Cerapachys braunsi
- Cerapachys braytoni
- Cerapachys brevicollis
- Cerapachys brevis
- Cerapachys bryanti
- Cerapachys centurio
- Cerapachys clarki
- Cerapachys coecus
- Cerapachys cohici
- Cerapachys conservatus
- Cerapachys constrictus
- Cerapachys coxalis
- Cerapachys crassus
- Cerapachys crawleyi
- Cerapachys cribrinodis
- Cerapachys cryptus
- Cerapachys davisi
- Cerapachys decorsei
- Cerapachys desertorum
- Cerapachys desposyne
- Cerapachys dohertyi
- Cerapachys dominulus
- Cerapachys dumbletoni
- Cerapachys edentatus
- Cerapachys elegans
- Cerapachys faurei
- Cerapachys favosus
- Cerapachys fervidus
- Cerapachys ficosus
- Cerapachys flammeus
- Cerapachys flavaclavatus
- Cerapachys foreli
- Cerapachys fossulatus
- Cerapachys foveolatus
- Cerapachys fragosus
- Cerapachys fuscior
- Cerapachys gilesi
- Cerapachys grandis
- Cerapachys greavesi
- Cerapachys gwynethae
- Cerapachys heros
- Cerapachys hewitti
- Cerapachys hondurianus
- Cerapachys humicola
- Cerapachys imerinensis
- Cerapachys inconspicuus
- Cerapachys incontentus
- Cerapachys indicus
- Cerapachys jacobsoni
- Cerapachys jovis
- Cerapachys kenyensis
- Cerapachys kodecorum
- Cerapachys kraepelinii
- Cerapachys krombeini
- Cerapachys lamborni
- Cerapachys larvatus
- Cerapachys latus
- Cerapachys lindrothi
- Cerapachys lividus
- Cerapachys longitarsus
- Cerapachys luteoviger
- Cerapachys luzuriagae
- Cerapachys macrops
- Cerapachys majusculus
- Cerapachys manni
- Cerapachys marginatus
- Cerapachys mayri
- Cerapachys mjobergi
- Cerapachys muiri
- Cerapachys mullewanus
- Cerapachys natalensis
- Cerapachys neotropicus
- Cerapachys niger
- Cerapachys nigriventris
- Cerapachys nitens
- Cerapachys nitidulus
- Cerapachys nkomoensis
- Cerapachys noctambulus
- Cerapachys opacus
- Cerapachys papuanus
- Cerapachys pawa
- Cerapachys peringueyi
- Cerapachys picipes
- Cerapachys pictus
- Cerapachys piliventris
- Cerapachys piochardi
- Cerapachys polynikes
- Cerapachys potteri
- Cerapachys princeps
- Cerapachys pruinosus
- Cerapachys pubescens
- Cerapachys punctatissimus
- Cerapachys pusillus
- Cerapachys reticulatus
- Cerapachys ruficornis
- Cerapachys rufithorax
- Cerapachys rugulinodis
- Cerapachys salimani
- Cerapachys sauteri
- Cerapachys sculpturatus
- Cerapachys senescens
- Cerapachys similis
- Cerapachys simmonsae
- Cerapachys singaporensis
- Cerapachys singularis
- Cerapachys sjostedti
- Cerapachys splendens
- Cerapachys sudanensis
- Cerapachys sulcinodis
- Cerapachys superatus
- Cerapachys suscitatus
- Cerapachys sylvicola
- Cerapachys terricola
- Cerapachys toltecus
- Cerapachys turneri
- Cerapachys typhlus
- Cerapachys validus
- Cerapachys varians
- Cerapachys versicolor
- Cerapachys vespula
- Cerapachys villiersi
- Cerapachys vitiensis
- Cerapachys wittmeri
- Cerapachys wroughtoni
- Cerapachys xizangensis
- Cerapachys zimmermani